# Borgdorf-Seedorf
Borgdorf-Seedorf est une municipalité allemande située dans le land du Schleswig-Holstein et dans l'arrondissement de Rendsburg-Eckernförde. En 2015, sa population est de 399 habitants.